# 費爾塞特島
72°26′S 169°49′E / 72.433°S 169.817°E
費爾塞特島（英語：Felsite Island）是南極洲的島嶼，位於維多利亞地的博克格雷溫克海岸，處於埃迪斯托冰川北支，長2公里，最高點海拔高度300米，由新西蘭探險隊命名。